# 环渤海经济圈

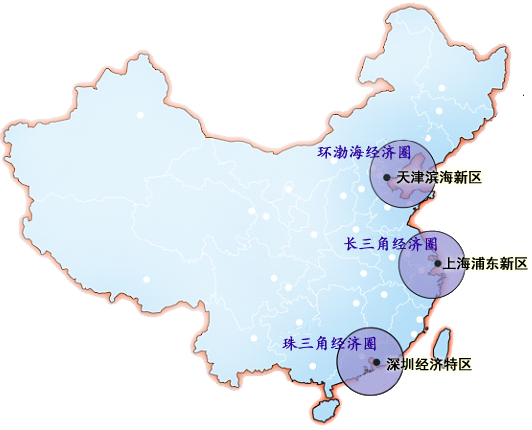
中国三大经济增长极

环渤海经济圈指中国渤海周边以京津冀地区、山东半岛地区和辽中南地区构成的经济圈，是中国人口集聚最多、创新能力最强、综合实力最强的三大区域之一。该区域的功能定位是中国北方地区对外开放的门户，中国参与经济全球化的主体区域，有全球影响力的先进制造业基地和现代服务业基地，全国科技创新与技术研发基地，全国经济发展的重要引擎，辐射带动“三北”地区发展的龙头。

## 主要组成城市
- 直辖市：北京市、天津市

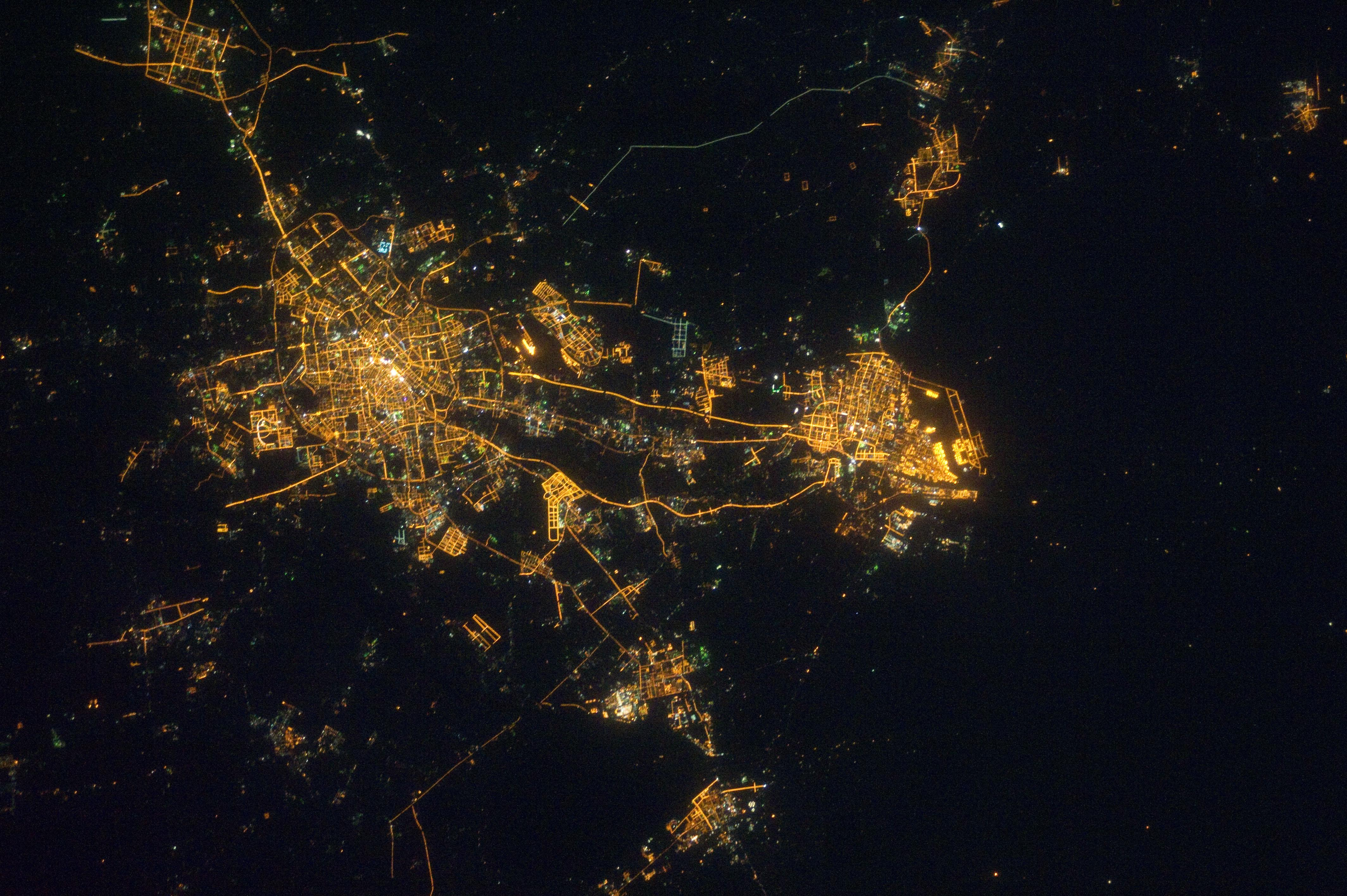
太空拍攝的天津

- 河北省：石家庄市、保定市、唐山市、秦皇岛市、沧州市、廊坊市、雄安新区、承德市、张家口市、邯郸市、邢台市、衡水市
- 辽宁省：瀋陽市、大连市、丹东市、营口市、盘锦市、鞍山市、锦州市、葫芦岛市、辽阳市
- 山东省：济南市、青岛市、烟台市、潍坊市、威海市、淄博市、日照市、东营市、滨州市、德州市、泰安市

## 交通

### 航空
- 北京首都国际机场、北京大兴国际机场、天津滨海国际机场、沈阳桃仙国际机场、大连周水子国际机场、石家庄正定国际机场、唐山三女河机场、秦皇岛北戴河机场、邯郸机场、张家口宁远机场、济南遥墙国际机场、青岛流亭国际机场、青島膠東國際機場、烟台蓬莱国际机场、東營勝利機場、日照山字河机场等

### 港口
- 丹东港、大连港、营口港、秦皇岛港、唐山港、天津港（主要港口）、黄骅港、龙口港、烟台港 、青岛港（主要港口）、董家口港、日照港、葫芦岛港等

### 铁路
- 高速铁路：京津城际铁路、京广高速铁路、津秦客运专线、胶济客运专线、环渤海城际铁路、青荣城际铁路、津保铁路、石济客运专线等
- 普速铁路：京沪铁路、胶济铁路、京广铁路、京九铁路、京哈铁路、石德铁路等

## 外部連結
- 央視-京津冀一體化 （页面存档备份，存于）